# Fjurholmen
Fjurholmen är en ö i Finland. Den ligger i Finska viken och i kommunen Borgå i den ekonomiska regionen  Borgå i landskapet Nyland, i den södra delen av landet. Ön ligger omkring 58 kilometer öster om Helsingfors. 
Öns area är 2,3 hektar och dess största längd är 250 meter i sydöst-nordvästlig riktning.